# Lush Life (Zara Larsson)
Lush Life" is een single van de Zweedse zangeres Zara Larsson van haar tweede studioalbum.

## Achtergrondinformatie
"Lush Life" stond hoog bovenaan in de Zweedse hitlijsten. De single piekte op de tweede plaats in Noorwegen en Denemarken, en nummer drie in Nederland en Zwitserland. "Lush Life" was de meest gestreamde single in Zweden tijdens de zomer van 2015.

## Tracklijst
| Nr. | Titel     | Duur |
| --- | --------- | ---- |
| 1.  | Lush Life | 3:21 |

| Nr. | Titel                        | Duur |
| --- | ---------------------------- | ---- |
| 1.  | Lush Life                    | 3:21 |
| 2.  | Lush Life (Alex Adair remix) | 3:34 |

| Nr. | Titel                                   | Duur |
| --- | --------------------------------------- | ---- |
| 1.  | Lush Life (Alex Adair remix)            | 3:34 |
| 2.  | Lush Life (Zac Samuel remix (extended)) | 5:17 |

| Nr. | Titel                                   | Duur |
| --- | --------------------------------------- | ---- |
| 1.  | Lush Life (Zac Samuel remix (extended)) | 5:17 |

| Nr. | Titel                        | Duur |
| --- | ---------------------------- | ---- |
| 1.  | Lush Life (met Tinie Tempah) | 3:20 |
| 2.  | Lush Life (Dancehall remix)  | 3:23 |

| Nr. | Titel     | Duur |
| --- | --------- | ---- |
| 1.  | Lush Life | 3:22 |

## Hitnoteringen

### Nederlandse Top 40
| Hitnotering: 05-09-2015 t/m 27-02-2016 | Hitnotering: 05-09-2015 t/m 27-02-2016 | Hitnotering: 05-09-2015 t/m 27-02-2016 | Hitnotering: 05-09-2015 t/m 27-02-2016 | Hitnotering: 05-09-2015 t/m 27-02-2016 | Hitnotering: 05-09-2015 t/m 27-02-2016 | Hitnotering: 05-09-2015 t/m 27-02-2016 | Hitnotering: 05-09-2015 t/m 27-02-2016 | Hitnotering: 05-09-2015 t/m 27-02-2016 | Hitnotering: 05-09-2015 t/m 27-02-2016 | Hitnotering: 05-09-2015 t/m 27-02-2016 | Hitnotering: 05-09-2015 t/m 27-02-2016 | Hitnotering: 05-09-2015 t/m 27-02-2016 | Hitnotering: 05-09-2015 t/m 27-02-2016 | Hitnotering: 05-09-2015 t/m 27-02-2016 |
| Week:                                  | 1                                      | 2                                      | 3                                      | 4                                      | 5                                      | 6                                      | 7                                      | 8                                      | 9                                      | 10                                     | 11                                     | 12                                     | 13                                     | 14                                     |
| -------------------------------------- | -------------------------------------- | -------------------------------------- | -------------------------------------- | -------------------------------------- | -------------------------------------- | -------------------------------------- | -------------------------------------- | -------------------------------------- | -------------------------------------- | -------------------------------------- | -------------------------------------- | -------------------------------------- | -------------------------------------- | -------------------------------------- |
| Positie:                               | 36                                     | 28                                     | 20                                     | 13                                     | 11                                     | 6                                      | 4                                      | 4                                      | 3                                      | 4                                      | 4                                      | 4                                      | 5                                      | 7                                      |
| Week:                                  | 15                                     | 16                                     | 17                                     | 18                                     | 19                                     | 20                                     | 21                                     | 22                                     | 23                                     | 24                                     | 25                                     | 26                                     | 27                                     |                                        |
| Positie:                               | 7                                      | 7                                      | 7                                      | 8                                      | 8                                      | 12                                     | 12                                     | 17                                     | 20                                     | 27                                     | 32                                     | 40                                     | uit                                    |                                        |

### NederlandseSingle Top 100
| Hitnotering: 29-08-2015 t/m 27-08-2016 | Hitnotering: 29-08-2015 t/m 27-08-2016 | Hitnotering: 29-08-2015 t/m 27-08-2016 | Hitnotering: 29-08-2015 t/m 27-08-2016 | Hitnotering: 29-08-2015 t/m 27-08-2016 | Hitnotering: 29-08-2015 t/m 27-08-2016 | Hitnotering: 29-08-2015 t/m 27-08-2016 | Hitnotering: 29-08-2015 t/m 27-08-2016 | Hitnotering: 29-08-2015 t/m 27-08-2016 | Hitnotering: 29-08-2015 t/m 27-08-2016 | Hitnotering: 29-08-2015 t/m 27-08-2016 | Hitnotering: 29-08-2015 t/m 27-08-2016 | Hitnotering: 29-08-2015 t/m 27-08-2016 | Hitnotering: 29-08-2015 t/m 27-08-2016 | Hitnotering: 29-08-2015 t/m 27-08-2016 | Hitnotering: 29-08-2015 t/m 27-08-2016 | Hitnotering: 29-08-2015 t/m 27-08-2016 | Hitnotering: 29-08-2015 t/m 27-08-2016 | Hitnotering: 29-08-2015 t/m 27-08-2016 |
| Week:                                  | 1                                      | 2                                      | 3                                      | 4                                      | 5                                      | 6                                      | 7                                      | 8                                      | 9                                      | 10                                     | 11                                     | 12                                     | 13                                     | 14                                     | 15                                     | 16                                     | 17                                     | 18                                     |
| -------------------------------------- | -------------------------------------- | -------------------------------------- | -------------------------------------- | -------------------------------------- | -------------------------------------- | -------------------------------------- | -------------------------------------- | -------------------------------------- | -------------------------------------- | -------------------------------------- | -------------------------------------- | -------------------------------------- | -------------------------------------- | -------------------------------------- | -------------------------------------- | -------------------------------------- | -------------------------------------- | -------------------------------------- |
| Positie:                               | 75                                     | 57                                     | 28                                     | 13                                     | 6                                      | 4                                      | 5                                      | 4                                      | 3                                      | 5                                      | 8                                      | 7                                      | 10                                     | 10                                     | 10                                     | 12                                     | 14                                     | 15                                     |
| Week:                                  | 19                                     | 20                                     | 21                                     | 22                                     | 23                                     | 24                                     | 25                                     | 26                                     | 27                                     | 28                                     | 29                                     | 30                                     | 31                                     | 32                                     | 33                                     | 34                                     | 35                                     | 36                                     |
| Positie:                               | 14                                     | 13                                     | 13                                     | 14                                     | 16                                     | 18                                     | 20                                     | 36                                     | 34                                     | 29                                     | 30                                     | 31                                     | 37                                     | 37                                     | 40                                     | 41                                     | 46                                     | 45                                     |
| Week:                                  | 37                                     | 38                                     | 39                                     | 40                                     | 41                                     | 42                                     | 43                                     | 44                                     | 45                                     | 46                                     | 47                                     | 48                                     | 49                                     | 50                                     | 51                                     | 52                                     | 53                                     |                                        |
| Positie:                               | 60                                     | 57                                     | 58                                     | 66                                     | 69                                     | 70                                     | 70                                     | 68                                     | 70                                     | 69                                     | 73                                     | 76                                     | 73                                     | 79                                     | 82                                     | 77                                     | 89                                     | uit                                    |

### NederlandseMega Top 50
| Hitnotering: 12-09-2015 t/m 12-03-2016 | Hitnotering: 12-09-2015 t/m 12-03-2016 | Hitnotering: 12-09-2015 t/m 12-03-2016 | Hitnotering: 12-09-2015 t/m 12-03-2016 | Hitnotering: 12-09-2015 t/m 12-03-2016 | Hitnotering: 12-09-2015 t/m 12-03-2016 | Hitnotering: 12-09-2015 t/m 12-03-2016 | Hitnotering: 12-09-2015 t/m 12-03-2016 | Hitnotering: 12-09-2015 t/m 12-03-2016 | Hitnotering: 12-09-2015 t/m 12-03-2016 | Hitnotering: 12-09-2015 t/m 12-03-2016 | Hitnotering: 12-09-2015 t/m 12-03-2016 | Hitnotering: 12-09-2015 t/m 12-03-2016 | Hitnotering: 12-09-2015 t/m 12-03-2016 | Hitnotering: 12-09-2015 t/m 12-03-2016 |
| Week:                                  | 1                                      | 2                                      | 3                                      | 4                                      | 5                                      | 6                                      | 7                                      | 8                                      | 9                                      | 10                                     | 11                                     | 12                                     | 13                                     | 14                                     |
| -------------------------------------- | -------------------------------------- | -------------------------------------- | -------------------------------------- | -------------------------------------- | -------------------------------------- | -------------------------------------- | -------------------------------------- | -------------------------------------- | -------------------------------------- | -------------------------------------- | -------------------------------------- | -------------------------------------- | -------------------------------------- | -------------------------------------- |
| Positie:                               | 33                                     | 21                                     | 15                                     | 8                                      | 8                                      | 4                                      | 5                                      | 3                                      | 5                                      | 4                                      | 7                                      | 7                                      | 7                                      | 8                                      |
| Week:                                  | 15                                     | 16                                     | 17                                     | 18                                     | 19                                     | 20                                     | 21                                     | 22                                     | 23                                     | 24                                     | 25                                     | 26                                     | 27                                     |                                        |
| Positie:                               | 8                                      | 11                                     | 10                                     | 10                                     | 13                                     | 17                                     | 18                                     | 21                                     | 28                                     | 36                                     | 36                                     | 36                                     | 36                                     | uit                                    |